# Bertula depressalis
Bertula depressalis là một loài bướm đêm trong họ Erebidae.